# Ann Wilkens
Ann Märta Wilkens, född 7 april 1944 i Göteborg, är en svensk diplomat. 
Wilkens var 2003–2007 Sveriges ambassadör i Pakistans huvudstad Islamabad med sidoackreditering i Afghanistan. Hon har tidigare varit ambassadör i Etiopien (1993–1995) och Luxemburg (2000–2003). Mellan 2009 och 2011 var hon ordförande för Svenska Afghanistankommittén.